# Mădălina Linguraru
Mădălina Linguraru (n. 26 noiembrie 1992, Roman, Neamț, România) este o practicantă a luptelor în stil liber din România care a câștigat medalia de aur la Jocurile Francofoniei desfășurate la Nisa, Franța în anul 2013 În anul 2017, Linguraru a câștigat medalia de bronz la categoria 48 kg și medalia de aur la categoria 50 kg în cadrul Jocurilor Francofoniei din Abidjan.

## Viața și cariera
Mădălina Linguraru a început să practice luptele în anul 2004 în orașul natal, fiind antrenată de Dumitru Artene și Uță Constantin. Înainte de asta, Linguraru a practicat o scurtă perioadă de timp judo.
În timpul carierei sale de luptătoare, ea a câștigat medalia de aur la Turneul Internațional Under 23 desfășurat la Petko Sirakov în Bulgaria în anul 2015, medalia de bronz la Turneul Internațional de seniori care a avut loc în Dan Kolov, Bulgaria, în anul 2015,  medalia de bronz la Turneul  Internațional de seniori al Ucrainei, medalia de bronz la Turneul Internațional de seniori al României și medalie de aur la Campionatul Mondial de lupte pe plajă. În anul 2016, aceasta s-a clasat pe locul 4 la Cupa Europei pe echipe la București și pe locul 5 la Campionatul Mondial Universitar de seniori din Corum, Turcia.